# Sten Stensen
Sten Einar Stensen (Drammen, 18 dicembre 1948) è un ex pattinatore di velocità su ghiaccio norvegese.

## Palmarès
Olimpiadi
- 4 medaglie:
  - 1 oro (5000 m a Innsbruck 1976)
  - 1 argento (10000 m a Innsbruck 1976)
  - 2 bronzi (5000 m a Sapporo 1972, 10000 m a Sapporo 1972)

Mondiali
- 4 medaglie:
  - 1 oro (Inzell 1974)
  - 2 argenti (Deventer 1973, Heerenveen 1976)
  - 1 bronzo (Heerenveen 1977)

Europei
- 3 medaglie:
  - 1 oro (Heerenveen 1975)
  - 2 argenti (Oslo 1976, Oslo 1978)